# Autobusy miejskie w Toruniu

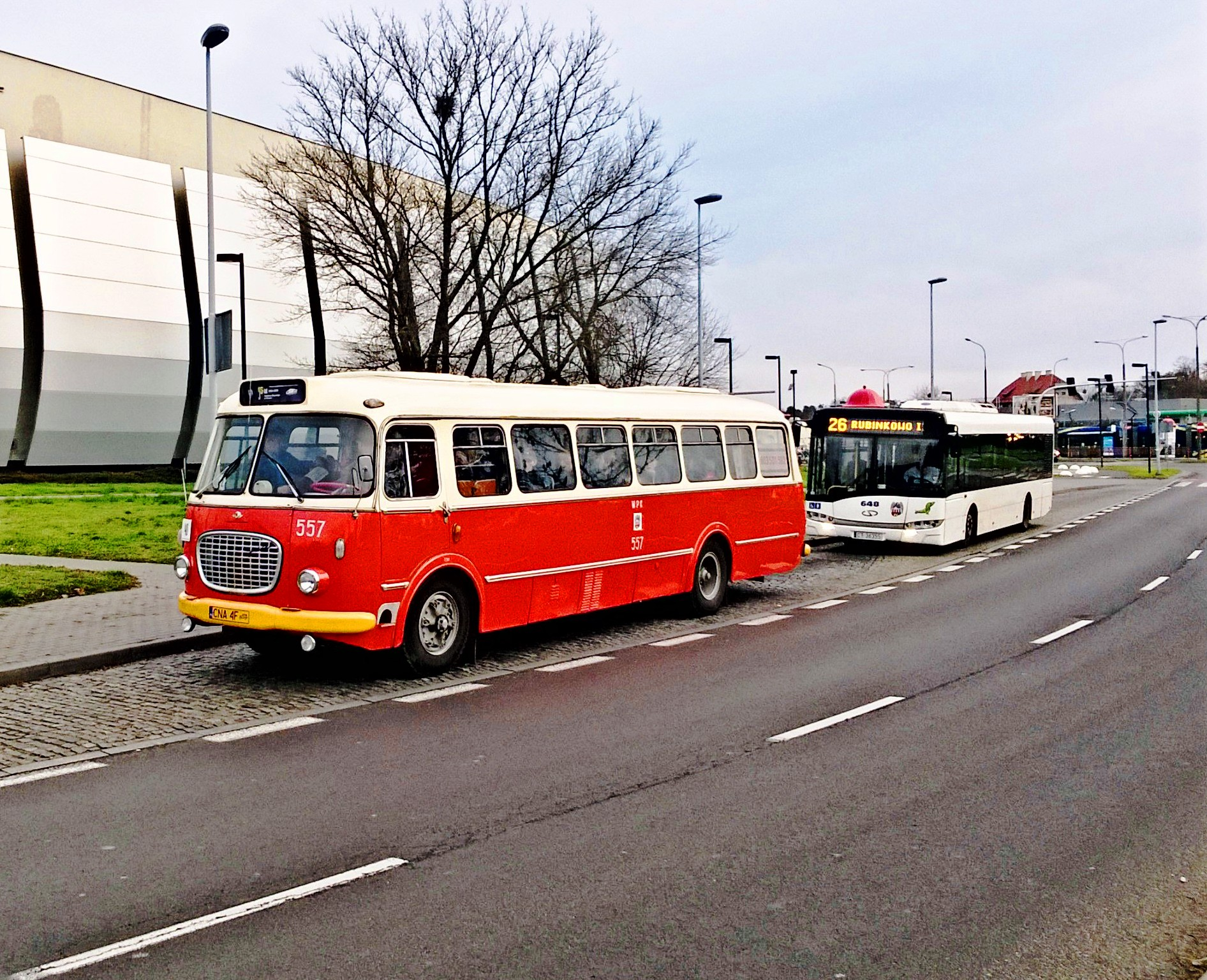
Autobus Jelcz 043 przy CH Toruń Plaza, w ramach obchodów 95. rocznicy wyjazdu pierwszego autobusu miejskiego na ulice Torunia

Autobusy miejskie w Toruniu – system komunikacji autobusowej istniejący od listopada 1924 roku w Toruniu.

## Historia

### Lata 1924–1945
Pierwsze autobusy (Ford) pojawiły się w Toruniu 16 listopada 1924 roku i jeździły ze Starówki na dworzec PKP Toruń Główny. Rok później autobusy dojeżdżały do Podgórza i Jakubskiego Przedmieścia, jednak w 1925 roku zlikwidowano komunikację autobusową, gdyż była deficytowa. Reaktywowano ją podczas okupacji niemieckiej w 1940 roku, obsługując połączenie dworca głównego z centrum miasta siłami 20 autobusów Graf Stift (pod koniec wojny przerobiono je na korzystanie z gazu drzewnego i świetlnego).

### Lata 1945–1989
Po zakończeniu działań wojennych w Toruniu, komunikacja autobusowa nie działała wskutek zniszczeń lub ewakuacji taboru i reaktywowano ją w lutym 1946 roku, na tej samej trasie co za okupacji i niemieckimi maszynami. Pierwszy nowy autobus sprowadzono w 1952 roku, a na szerszą skalę zaczęto wymieniać tabor od 1955 roku na autobusy Star-52. Początkowo znaczenie autobusów w komunikacji miejskiej było znikome, ale pod koniec lat 60. XX w. rola rozbudowanych linii autobusowych zaczęła szybko rosnąc i od 1977 roku przewoziły więcej osób niż tramwaje, co utrzymywało się także w 1985 roku. W 1980 roku MPK posiadało głównie Berliety (32 szt.) i Autosany (38 szt.), podrzędnie także Jelcz R-50 (22 szt.), wszystkie starsze typy były już wycofane; zaś w 1985 roku pozostały wyłącznie Berliety.

### Od 1989
17 sierpnia 2005 roku nastąpiła realizacja zakupu autobusów niskopodłogowych (kupiono ich 10). Do 31 stycznia 2009 roku autobusy MZK dojeżdżały do kilku miejscowości gminy Lubicz (linie 23, 24, 25, 35, 37). Od 1 lutego 2009 wygasła umowa między MZK a gminą Lubicz. Obsługę linii podmiejskich (101, 102, 103) przejął Mobilis Sp. z o.o. Oddział Bydgoszcz. Ostatni kremowo-czerwony Jelcz 120M numer taborowy #408 został wycofany z ruchu w marcu 2010 a sprzedany do Zęgwirtu na złomowisko w grudniu 2010 roku.
Po roku 2010 nastąpił kolejny okres rozwoju komunikacji autobusowej w mieście. Powstały nowe linie, m.in. po otwarciu w 2013 roku mostu drogowego im. Elżbiety Zawackiej, a także rozbudowano infrastrukturę – w 2014 roku powstał węzeł przesiadkowy w alei Solidarności, który integruje komunikację autobusową z tramwajową. Od 1 stycznia 2012 roku autobusy MZK rozpoczęły ponownie regularne kursy do gminy Lubicz, a od 1 września 2016 roku także do gmin: Zławieś Wielka (Przysiek, Rozgarty) oraz Obrowo (Silno, Dzikowo). W ramach inwestycji miejskich w tabor MZK, w latach 2010–2016 zakupiono ok. 50. pojazdów różnych marek. Do 2020 roku planuje się objęcie komunikacji autobusowej Systemem Informacji Pasażerskiej. W styczniu 2024 roku uruchomione zostały dwie nowe linie autobusowe łączące tereny gmin Obrowo i Lubicz z Toruniem.